# Franck Vandecasteele
Franck Vandecasteele, né le 7 novembre 1967 à Rueil-Malmaison, est un footballeur français. Il joue au poste d'ailier droit dans les années 1990.

## Biographie
Formé au Paris SG après être passé par le CSM Épinay-sur-Seine, Franck Vandecasteele signe un contrat aspirant à l'été 1983. Il fait ses débuts en première division à 17 ans. Il quitte le club en 1991, après deux prêts successifs en D2.
Il joue ensuite trois saisons en faveur du Stade lavallois, dont il devient une pièce maîtresse. Avec les Tango il est demi-finaliste de la Coupe de France face au PSG en 1993. Il forme alors avec Franck Bonora et Raouf Bouzaiene un trio d'attaque remarqué.
Recruté par le SC Bastia, promu en D1, en 1994, il est finaliste malheureux de la Coupe de la Ligue en 1995, opposé une nouvelle fois à son club formateur.
En 1997 il rejoint l'OGC Nice, relégué en D2 mais vainqueur de la Coupe de France, et dispute la Coupe des Coupes.
Ailier droit rapide et adroit dans la dernière passe, Franck Vandecasteele dispute au total 66 matchs en Division 1 et 208 matchs en Division 2.

## Palmarès
- Finaliste de la Coupe de la Ligue en 1995 avec Bastia